# Komitat Abaúj-Torna
Das Komitat Abaúj-Torna (ungarisch Abaúj-Torna vármegye, slowakisch Abovsko-turnianska župa, lateinisch comitatus Abaujvariensis et Tornensis) war eine Verwaltungseinheit im Norden des Königreichs Ungarn. Verwaltungssitz war Kassa (zwischen 1920 und 1938 Szikszó).
Heute liegt das Gebiet in der östlichen Slowakei und dem nordöstlichen Ungarn.

## Geographie

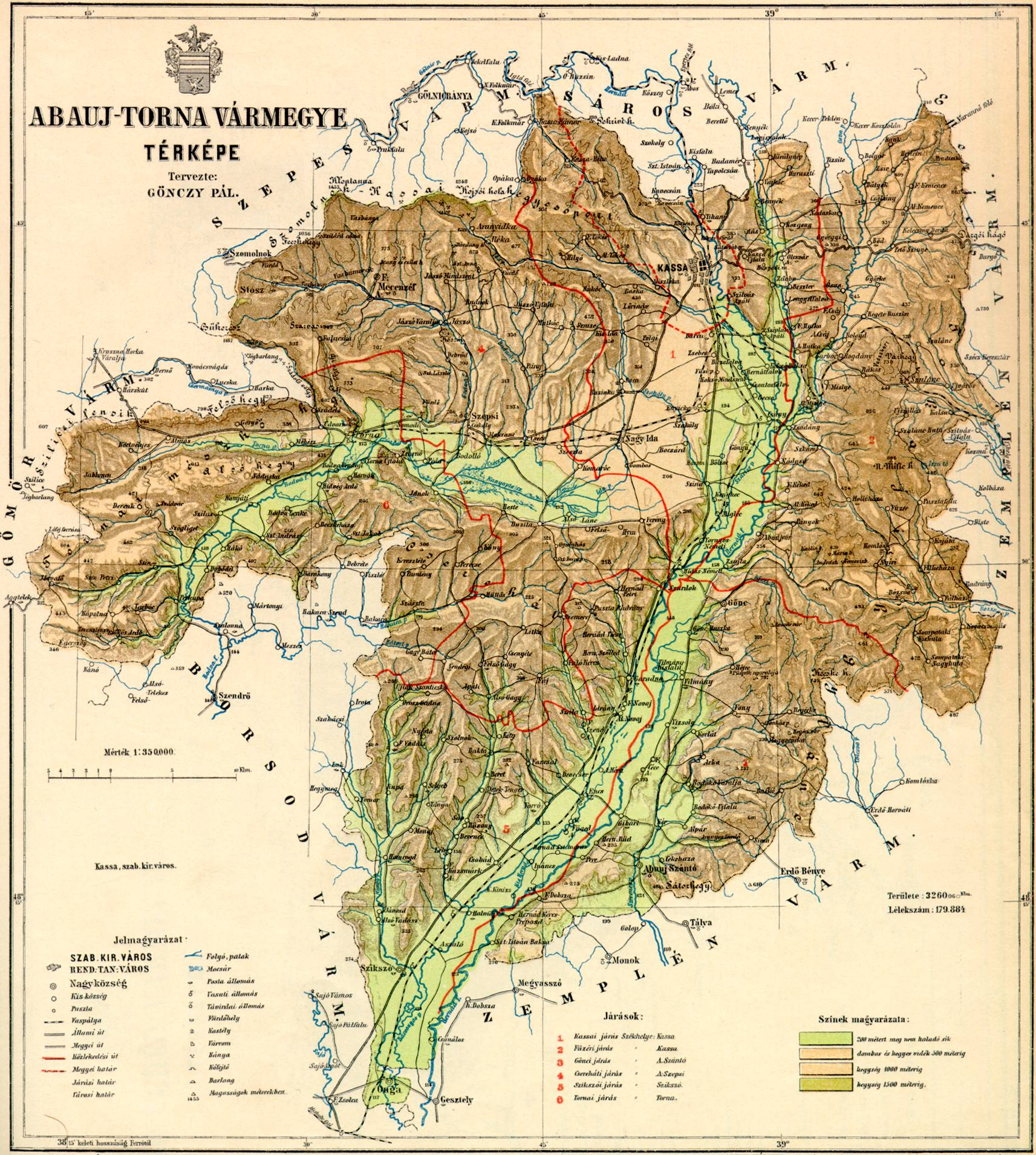
Karte des Komitats Abaúj-Torna um 1890

Das Komitat grenzte im Norden an das Komitat Sáros, im Osten und Süden an das Komitat Semplin (Zemplén), im Südwesten an das Komitat Borsod, im Westen an das Komitat Gemer und Kleinhont (Gömör és Kis-Hont) und im Nordwesten an das Komitat Zips (Szepes).
Das Gebiet des Komitatsteiles Abaujwar erstreckte sich zirka 20 Kilometer beidseitig entlang des Flusses Hernad/Kundert (slowakisch Hornád, ungarisch Hernád) zwischen Košice und Miskolc (nicht mehr dazugehörend).
Der andere Komitatsteil Tornau lag südwestlich von Košice. Die Gespanschaft wurde von den Flüssen Hernad und Bodwa durchflossen und zählte 1907 205.656 Einwohner auf einer Fläche von 3323 km².

## Geschichte
Das Komitat entstand 1881 durch Vereinigung der beiden Komitate Abaúj und Torna.
Ende 1918 wurde das nördliche Gebiet (mit Kassa) durch tschechoslowakische Truppen besetzt und kam durch den Vertrag von Trianon 1920 zur neu entstandenen Tschechoslowakei. Dieser Teil bestand hier unter dem Namen Abovskoturnianska župa noch bis 1922. Die südliche Hälfte hingegen verblieb als Komitat Abaúj-Torna mit der Hauptstadt Szikszó bei Ungarn.
Durch den Ersten Wiener Schiedsspruch 1938 kam der Großteil des tschechoslowakischen Teils erneut zu Ungarn und wurde mit dem Komitat Abaúj-Torna vereinigt. Verwaltungssitz wurde erneut Kassa. Der restliche tschechoslowakische Teil kam 1940 bis 1945 zur neu gegründeten Šarišsko-zemplínska župa innerhalb der 1939–1945 bestehenden Slowakei.
Die Grenzen wurden nach dem Ende des Zweiten Weltkriegs 1945 ebenso wie die Tschechoslowakei wiederhergestellt. Nach der neuerlichen Spaltung der Tschechoslowakei 1993 kam das vormals tschechoslowakische Gebiet zur Slowakei und liegt seit 1996 im Kaschauer Landschaftsverband (Košický kraj).
Das Gebiet des Komitats wurde in der Tschechoslowakei chronologisch wie folgt administrativ eingegliedert:
- 1918–1922: Abovsko-turnianska župa (Gespanschaft Abaujwar-Tornau), CS
- 1923–1928: Košická župa (Kaschauer Gespanschaft), CS
- 1928–1939: Slovenská krajina/zem (Slowakisches Land), CS
- 1940–1945: Šarišsko-zemplínska župa (Gespanschaft Scharosch-Semplin), SK
- 1945–1948: Slovenská krajina (Slowakisches Land), CS
- 1949–1960: Košický kraj (Kaschauer Landschaftsverband) – nicht mit dem heutigen zu verwechseln, CS
- 1960–1990: Východoslovenský kraj (Ostslowakischer Landschaftsverband), CS
- seit 1996: Košický kraj (Kaschauer Landschaftsverband),  SK

Der ungarische Teil bildete nach dem Zweiten Weltkrieg zusammen mit dem Komitat Borsod und dem ungarischen Teil des Komitats Semplin das heute noch bestehende Komitat Borsod-Abaúj-Zemplén.

## Bezirksunterteilung

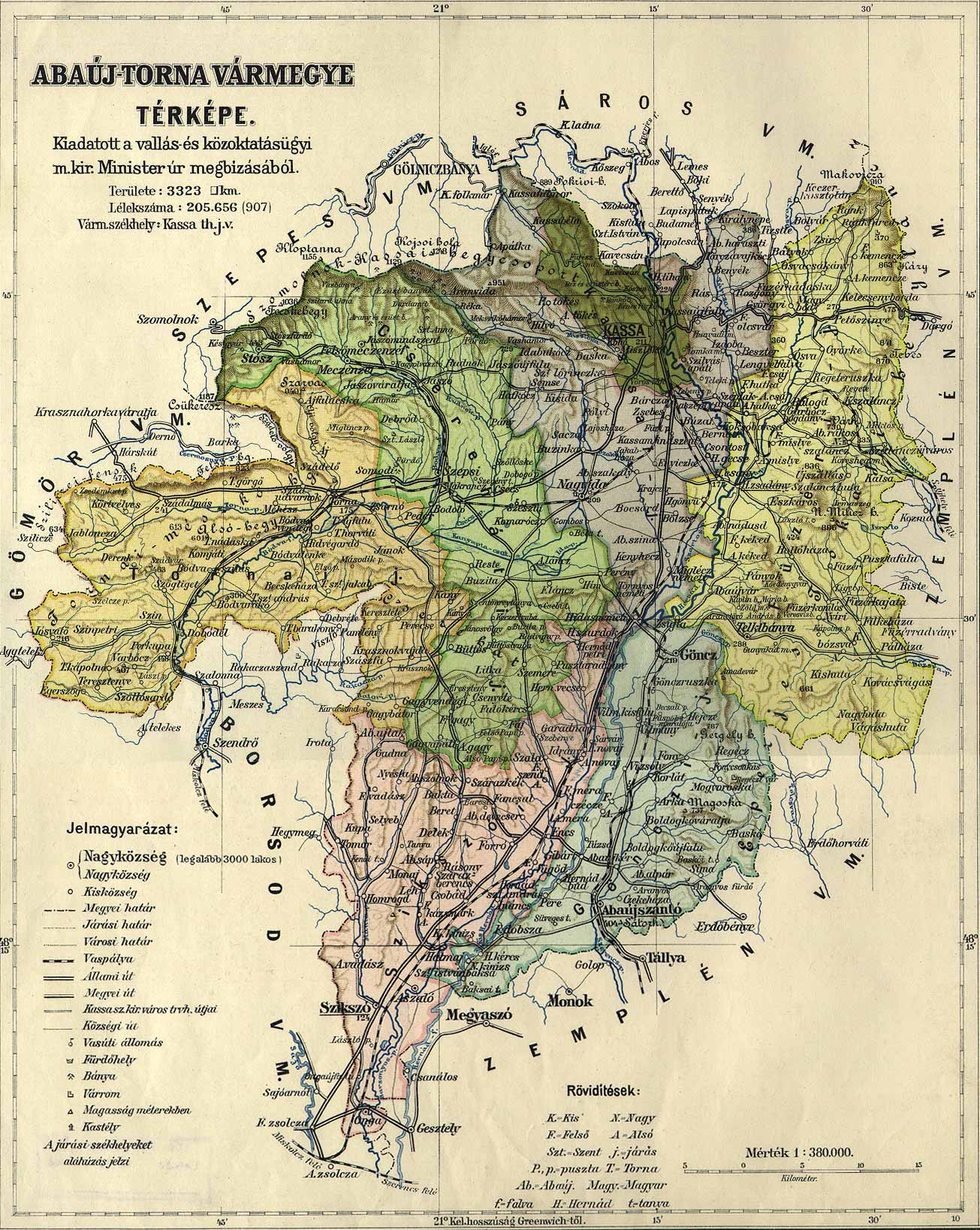
Administrative Karte

Im frühen 20. Jahrhundert bestanden folgende Stuhlbezirke (meist nach dem Namen des Verwaltungssitzes benannt):
| Stuhlbezirke (járások)                | Stuhlbezirke (járások)           |
| Stuhlbezirk                           | Verwaltungssitz                  |
| ------------------------------------- | -------------------------------- |
| Kassa                                 | Kassa, heute Košice              |
| Füzér                                 | Hernádzsadány, heute Ždaňa       |
| Cserehát                              | Szepsi, heute Moldava nad Bodvou |
| Torna                                 | Torna, heute Turňa nad Bodvou    |
| Szikszó                               | Szikszó                          |
| Gönc                                  | Abaújszántó                      |
| Stadtbezirk (rendezett tanácsú város) |                                  |
| Kassa, heute Košice                   |                                  |

Die Städte Füzér, Szikszó, Gönc und Abaújszántó liegen im heutigen Ungarn.